# Alberto Bolognetti
Alberto Bolognetti (Bolonha, 8 de julho de 1538 - Villach, 17 de maio de 1585) foi um cardeal do século XVII

## Biografia
Nasceu em Bolonha em 8 de julho de 1538. Filho de Francesco Bolognetti, senador de Bolonha, e Lucrezia Fantuzzi. Outro cardeal da família foi Mario Bolognetti (1743).
Estudou na Universidade de Bolonha, onde se doutorou em direito em 23 de maio de 1562..
Clérigo de Bolonha. Professor no Studium de Bolonha, 1562-1565; e de Salerno, 1565-1575. Chamado a Roma pelo Papa Gregório XIII e nomeado protonotário apostólico, 1572. Núncio em Florença, 25 de fevereiro de 1576 a 10 de setembro de 1578. Núncio em Veneza, 10 de setembro de 1578 a 12 de abril de 1581..
Eleito bispo de Massa Marittima (também chamada Populonia), em 27 de abril de 1579. Consagrado (sem informações encontradas). Núncio na Polônia, de 12 de abril de 1581 a fevereiro de 1585..
Criado cardeal sacerdote no consistório de 12 de dezembro de 1583; nunca recebeu o chapéu vermelho e o título. Não participou do conclave de 1585, que elegeu o Papa Sisto V..
Morreu em Villach em  17 de maio de 1585, Villach, Caríntia, em sua viagem de retorno da Polônia para participar do conclave. Transferido para Bolonha, foi sepultado no túmulo de sua família na igreja de S. Maria dei Servi com um magnífico epitáfio colocado por seu irmão senador Alessandro Bolognetti junto com sua efígie em mármore branco..